# ABC-Theorie

Veranschaulichung des ABCDE-Modells

Der ABC-Theorie nach Albert Ellis liegt die Erkenntnis zugrunde, dass bestimmte wahrgenommene Reize (unbewusst) bewertet werden und diese Bewertungen Ursache für die daraus abgeleiteten Verhaltenskonsequenzen sind.

## ABC-Theorie
Das Modell der ABC-Theorie setzt sich aus den Komponenten A, B und C zusammen: A für Activating event: Reiz → B für Belief: Bewertung des Reizes A → führt zu C für Consequences: Verhaltenskonsequenz.

### Klinisches Fallbeispiel
Ein Patient erinnert sich, dass er vor dem Zusammenbruch in einem Zug noch keine Angst davor hatte, mit dem Zug zu fahren.
Vor dem Zusammenbruch ergibt sich somit folgendes Schema:
A (Reiz: Zug) → B (Bewertung: Zugfahren ist nicht gefährlich) → C (Verhaltenskonsequenz: es wird keine Angst empfunden)
Da es jedoch zum Zusammenbruch im Zug kam, hat der Patient die Situation und den Zug aufgrund des Zusammenbruches als Gefahrensituation miteinander verknüpft. Die Folge ist, dass der Patient nach diesem Ereignis Züge negativ bewerten wird:
A (Reiz: Zug) → B (Bewertung: Zugfahren ist gefährlich, da es im Zug zu einem Zusammenbruch kam) → C (Verhaltenskonsequenz: Angst: der Zug wird gemieden)
Vorstehendes Beispiel für ein ABC ist gültig für die allgemeine Kognitive Verhaltenstherapie (nach Beck etc.), nicht jedoch für ein ABC der REVT nach Ellis (vgl. das Situationale ABC-Modell nach Dryden). Ein solches würde auf REVT-Basis wie folgt aufgebaut werden:
A (Adversity): Ich könnte beim Zugfahren wieder einen Zusammenbruch erleiden → B (irrational beliefs): Ich darf auf keinen Fall wieder einen Zusammenbruch beim Zugfahren erleiden – ich könnte das auf keinen Fall ertragen → C (Emotional: Angst; Verhaltensbezogen: Vermeide mit dem Zug zu fahren; Kognitiv: mögliche verzerrte postirrationale Kognitionen wie „Ich breche garantiert wieder zusammen“, „Mein Herz hält das nicht aus und ich bekomme bestimmt einen Herzinfarkt“ o. ä.).

### Anwendung in der Psychotherapie
Bei Panikern und Patienten mit Angststörungen lassen sich oft unangemessene Bewertungen beobachten. Dies liegt auch daran, dass Patienten mit einer Angststörung Reize oft mit Angst verknüpfen (pathologischer Befund). Ziel einer Therapie ist es deshalb, alte unangemessene kognitiv-emotionale Bewertungen durch neue zu ersetzen:
Beispiel 1:
A (Reiz: Treffen mit Freund steht bevor) → B (Bewertung: ich werde rot werden und mich blamieren etc.) → C (Verhalten: Angst vor dem Treffen)
Beispiel 2:
A (Reiz: Es soll mit dem Zug gefahren werden) → B [Bewertung: Zugfahren ist gefährlich (Erfahrung, Zusammenbruch im Zug, Berichte über Zugunglücke)] → C (Verhalten: Zug wird gemieden)
Beispiel 3:
A (Reiz: Es soll mit dem Fahrstuhl gefahren werden) → B (Bewertung: In Fahrstühlen ist es eng, ich kann nicht fliehen) → C (Verhalten: Fahrstuhl wird gemieden)
Beispiel 4:
A (Reiz: Ich nehme jede kleinste Veränderung an meinem Körper wahr) → B (Bewertung: Ich bin krank, ich bin in Gefahr) → C (Verhalten: Angst/Panikreaktion)
Therapeutische Ansätze:

Es soll versucht werden, kognitive Muster zu durchbrechen und durch neue zu ersetzen. Dies kann durch sokratisches Fragen, durch das der Patient seine Gedanken und Bewertungen in Frage stellt, geschehen. Auch hat sich die Konfrontationstherapie sehr bewährt: Der Patient soll versuchen, Situationen (z. B. Fahrstuhl, Zug oder Treffen mit Freund) auszuhalten, in denen er Angst empfindet und lernen sich nicht vermeidend zu verhalten. Weiter soll der Patient erkennen, dass seine Bewertungen unangemessen sind, und von der Situation / dem Reiz keine Gefahr ausgeht. Außerdem soll der Patient unter Umständen seine Wahrnehmung verändern (z. B. die Wahrnehmung des eigenen Körpers).